# Contea di El Paso (Colorado)
La contea di El Paso (in inglese El Paso County) è una contea dello stato del Colorado negli Stati Uniti. La popolazione al censimento del 2000 era di 516 929 abitanti. Il capoluogo di contea è Colorado Springs. Al 2020, è la contea con il maggior numero di abitanti dello Stato.

## Geografia
La contea si trova nel centro-est dello Stato. La parte occidentale è montuosa, mentre la parte orientale è ricoperta da prateria. La contea si colloca tra la parte sud del Front Range e le Grandi Pianure. Qui si trova la cima più alta del Front Range, il Pikes Peak. Il capoluogo di contea, Colorado Springs, è la seconda città per numero di abitanti dello Stato.
Oltre a diverse univerisità, la contea ospita la United States Air Force Academy.

### Contee confinanti
- Contea di Elbert - nord/nord-est
- Contea di Lincoln - est
- Contea di Crowley - sud-est
- Contea di Pueblo - sud
- Contea di Fremont - sud-ovest
- Contea di Teller - ovest
- Contea di Douglas - nord-ovest

## Storia
La contea fu istituita nel 1861 ed è una delle contee originarie del Territorio del Colorado. Il nome derivadallo spagnolo e si riferisce all'"Ute Pass" ("passo degli Ute").

## Comuni

### Cities
- Colorado Springs
- Fountain
- Manitou Springs

### Towns
- Calhan
- Green Mountain Falls
- Monument
- Palmer Lake
- Ramah

### Census-designated places
- Air Force Academy
- Black Forest
- Cascade-Chipita Park
- Cimarron Hills
- Ellicott
- Fort Carson
- Gleneagle
- Peyton
- Rock Creek Park
- Security-Widefield
- Stratmoor
- Woodmoor